# 原典之
原 典之（はら のりゆき、1955年7月21日 - ）は、日本の実業家。MS&ADインシュアランスグループホールディングス取締役会長。三井住友海上火災保険株式会社代表取締役会長。

## 人物・経歴
長野県出身。愛知県立旭丘高等学校を経て、1978年東京大学経済学部を卒業の後、大正海上火災保険（現三井住友海上火災保険）入社。
2003年市場開発部長。2008年執行役員。2010年常務執行役員。2013年取締役専務執行役員。2015年副社長。2016年取締役社長。2021年取締役会長およびMS&ADインシュアランスグループホールディングス代表取締役社長グループCEO。2024年MS&ADインシュアランスグループホールディングス取締役会長。